# Park Narodowy Djurö
Park Narodowy Djurö (szw. Djurö nationalpark) – park narodowy w Szwecji, położony  w regionie Västra Götaland. Został utworzony w 1991 w celu ochrony krajobrazu wysp położonych na jeziorze Wener.
Archipelag Djurö składa się z około 30 wysp i jest położony około 8 km od brzegu jeziora. Obszar jeziora, na którym leżą wyspy ma charakter szkierowy, liczne są płycizny i zanurzone skały. Wyspy pokryte są cienką warstwą gleby, stąd roślinność jest uboga - rzadkie sosny, porosty i mchy. Jedynie wyspa Gisslan, która jest zbudowana ze skał wapiennych, ma bogatszą od pozostałych wysp florę.
Fauna parku to przede wszystkim liczne gatunki ptaków, które gnieżdżą się na wielu plażach. W celu ochrony tych siedlisk, południowe i wschodnie wyspy archipelagu objęte są zakazem wstępu od 1 kwietnia do 31 lipca. Na terenie Parku Narodowego Djurö można spotkać rybołowy, kobuzy, ostrygojady oraz mewy siodłate. Na niektórych wyspach żyją sztucznie wprowadzone (dla polowań) sarny i zające.
Osadnictwo na wyspach sięga XVI wieku. Obecnie nie ma stałych mieszkańców, latarnia morska w archipelagu jest zautomatyzowana.
Na teren parku można dotrzeć tylko na pokładzie własnej bądź wynajętej łodzi. Najkorzystniejsze miejsca do lądowania położone są na zachodzie i północy. Najpopularniejsze miejsce lądowania jest położone na wyspie Djurö, tam też znajduje się tablica informacyjna. Na terenie tej wyspy wytyczono także szlak turystyczny.